# OGLE-2005-BLG-390L
OGLE-2005-BLG-390L är en orange jätte i stjärnbilden Skorpionen, Dess massa är 0,22 ± 0,1 M☉.

## Exoplanet
Närvaron av en exoplanet vid stjärnan kungjordes i januari 2006. Upptäckten gjordes med s.k. microlensing-teknik.
Planeten har en massa som är endast en bråkdel av Jupters, eller 5-6 gånger jordens massa. Den har en omloppstid på ungefär 3500 dygn och har fått beteckningarna OGLE-2005-BLG-390L b och EWS 2005-BUL-390b. Exoplaneten var vid upptäckten den dittills minsta upptäckta exoplaneten. Den kretsar runt stjärnan på ett avstånd på ca 2,7 AU.
| Planet | Massa           | Halv storaxel (AE) | Siderisk omloppstid (d) | Excentricitet | Inklination | Radie |
| ------ | --------------- | ------------------ | ----------------------- | ------------- | ----------- | ----- |
| b      | 0,017±0,0129 MJ | 2,7                | 3500                    | –             | –           | –     |